# Оболонские
Оболонские (пол. Obłoński, укр. Оболонські) — дворянский род.
Происходит из Польского шляхетства Черниговского воеводства, которое после восстания гетмана Богдана Хмельницкого, чтобы не потерять свои владения, влилось в состав казачества. Прямым родоначальноком был Василий Иванович Оболонский, сотник Сосницкий Черниговского полка (1715), во уважение службы его по универсалу Малороссийского Гетмана владел деревнями; Оболонский, Демьян Васильевич — малороссийский Генеральный Бунчужный, от Елизаветы Петровны, 1745 года Июля в 18 день за верные его службы, пожалован сёлами Вешняками и Горошино со всеми к ним принадлежностями.
Определением Киевского Дворянского Депутатского Собрания род Оболонских внесён в родословную книгу.

## Описание герба
В поле червлёном, перерезанном перпендикулярной чертой, в правой стороне, виден из-за черты влетающий до половины белый орёл, а в левой изображены две серебряные розы, одна над другою. Щит увенчан дворянскими шлемом и короной. Нашлемник: распростёртое серебряное крыло, золотою стрелою пронзённое. Намёт на щите красный, подложенный серебром.
Герб рода Оболонских внесён в Часть 7 Общего гербовника дворянских родов Всероссийской империи, стр. 167

## Известные представители рода
- Александр Александрович Оболонский (1825—1877) — земский деятель, редактор и издатель (совместно с Г. Д. Щербачёвым) журнала «Народное чтение».
- Николай Александрович Оболонский (1856—1913) — русский профессор судебной медицины, декан медицинского факультета Киевского университета.
- Анастасия Григорьевна Оболонская (1805—1885) — по мужу светлейшая княгиня Грузинская, муж царевич Элизбар (Илья) Георгиевич (1790—1854), сын последнего грузинского царя Георгия XII.